# Mars voor het Leven (Brussel)
De Mars voor het Leven is een jaarlijkse pro-life-demonstratie in Brussel, tegen abortus, euthanasie en draagmoederschap. Zij vond eenmalig plaats ter gelegenheid van de legalisering van abortus in België in het jaar 1990. Twintig jaar na deze legalisering, in 2010, werd voor het eerst opnieuw de Mars voor het Leven in Brussel georganiseerd, op initiatief van een groep jongeren. Vanaf dat moment werd er een continu organisatieteam gevormd, met als gevolg dat de mars jaarlijks plaatsvond. De tiende editie vond plaats op 31 maart 2019.
Vanaf 2015 kreeg het organisatieteam van het evenement de juridische vorm van een vereniging zonder winstoogmerk: de Mars voor het Leven Brussel VZW.
Op de eerste editie vanaf 2010 kwam er een paar honderd man opdagen, waaronder Monseigneur André-Jozef Léonard, toenmalig aartsbisschop van Mechelen-Brussel.
In het jaar 2017 kreeg de Mars voor het Leven bijzondere media-aandacht als gevolg van de aanwezigheid als speciale gast van Stéphane Mercier, een professor filosofie die kort daarvoor voor onbepaalde duur werd geschorst uit de Université catholique de Louvain omdat hij tijdens zijn les een zogenaamde Filosofie voor het Leven besprak, waarin abortus in twijfel werd getrokken.